# 梅华街道
梅华街道，是中华人民共和国广东省珠海市香洲区下辖的一个乡镇级行政单位。

## 行政区划
梅华街道下辖以下地区：
南虹社区、翠东社区、红山社区、环山社区、鸿运社区、翠前社区、新香社区、富华社区、兴发社区、南村社区、上冲社区、仁恒社区、创业社区、敬业社区、悦诚社区和鸿业社区。